# Yusuf Barak
Yusuf Barak (* 2. Februar 1984 in Kabul) ist ein afghanischer Fußballspieler.

## Vereinskarriere
Yusuf Barak wanderte 1990 von Afghanistan mit seiner Familie nach Deutschland aus und lebt in Kassel. 1990 begann Barak im Verein zu spielen (KSV Baunatal). In der A-Jugend stieg er mit seiner Mannschaft von der Oberliga in die Regionalliga und von der Regionalliga in die Bundesliga auf.
Drei Jahre lang hat er mit dem KSV Baunatal in der Oberliga Hessen gespielt. In der Saison 2006/07 wechselte er vom KSV Baunatal zur Reserve des SC Paderborn 07 und hat dort eine Saison lang gespielt. Im Sommer 2007 wechselte er zum FSC Lohfelden und im Sommer 2008 zum KSV Hessen Kassel, wo mit Harez Habib ein weiterer afghanischer Nationalspieler im Einsatz war.
2010/11 spielte er beim TSV Wolfsanger in Kassel. 2011 kehrte er zur zweiten Mannschaft des KSV Hessen Kassel zurück.
Danach wurde er Spielertrainer bei der SG Altenhasungen. Die gleiche Funktion übernahm er in den folgenden Jahren bei TuSpo Waldau und dem FC Bosporus Kassel. Ab 2017 war er Jugendtrainer bei verschiedenen Mannschaften des KSV Baunatal und spielt noch nebenbei für unterklassige Vereine in der Region. 2022 übernahm er den Kreisligisten SV Nordshausen als Trainer.

## Nationalmannschaft
Sein Debüt für die afghanische Fußballnationalmannschaft gab der Abwehrspieler am 26. Oktober 2007. Im Rückspiel der Qualifikation zur Weltmeisterschaft 2010 unterlag Afghanistan Syrien mit 1:2 und schied damit aus.